# Kisbéri-ér
A Kisbéri-ér a Bakonyban ered, Komárom-Esztergom vármegyében, mintegy 260 méteres tengerszint feletti magasságban. A patak forrásától kezdve északi irányban halad, majd Kisbérnél eléri a Concó-patakot.
A Kisbéri-ér vízgazdálkodási szempontból a Bakonyér és Concó Vízgyűjtő-tervezési alegység működési területét képezi.

## Part menti települések
- Bakonysárkány
- Kisbér